# Automeris altapazia
Automeris altapazia é uma espécie de mariposa do gênero Automeris, da família Saturniidae.
Sua ocorrência foi registrada na Guatemala.